# Josefina Carabias

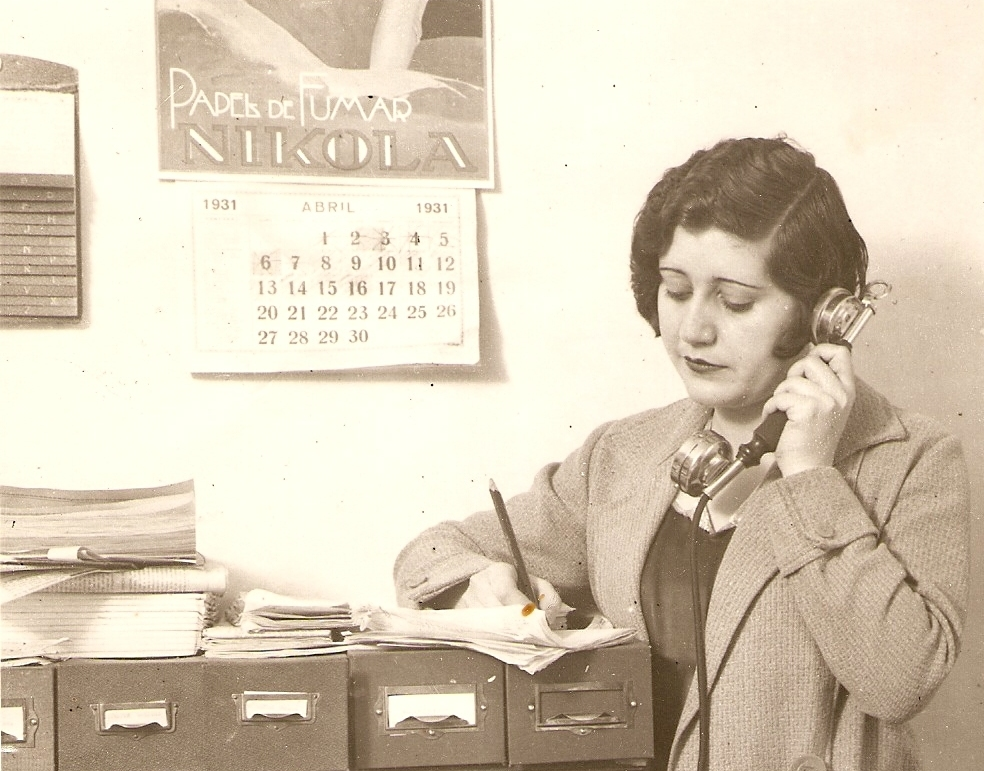
Josefina Carabias, 1931

Josefina Carabias y Sánchez-Ocaña (* 19. Juli 1908 in Arenas de San Pedro, Ávila; † 20. September 1980 in Madrid) war eine spanische Juristin, Schriftstellerin, Journalistin, Korrespondentin und Hörfunksprecherin. Sie arbeitete als Journalistin während der Zweiten Spanische Republik, der Franco-Ära und der Transición. Sie gilt als eine der ersten Journalistinnen in Spanien und als erste weibliche Korrespondentin, die für Zeitungen in den Vereinigten Staaten arbeitete.

## Leben

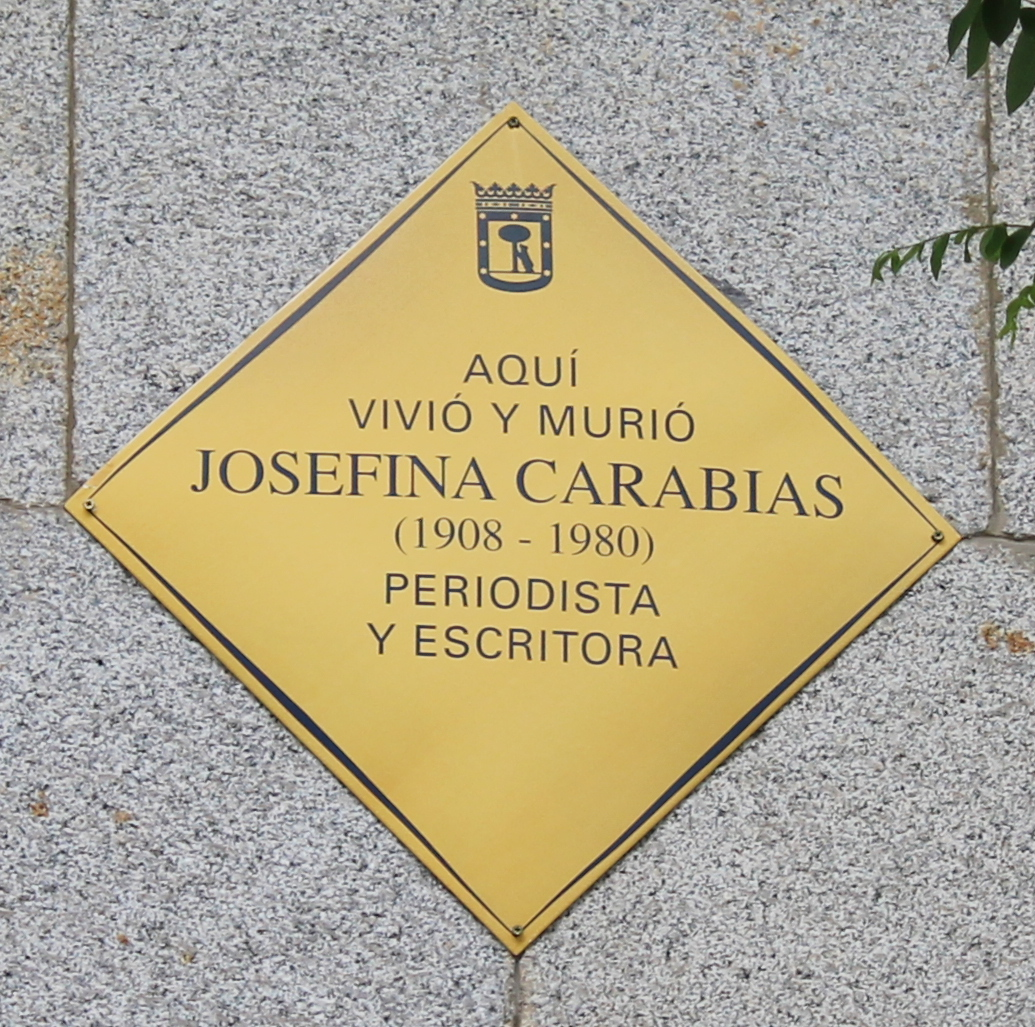
Gedenktafel an der Fassade des Hauses Calle de Zurbano, Nr. 67 in Madrid, wo Carabias lebte und starb.

Josefina Carabias wurde als zweite von sieben Kindern von Carmen Sánchez-Ocaña und Feliciano Carabias in eine Familie von Kleinbauern geboren, die sich der Landwirtschaft und Viehzucht widmete. Als einziges Mädchen der Stadt wurde ihr der Besuch der örtlichen Schule gestattet.
Nachdem sie mit ihren Eltern in Konflikt geraten war, weil sie studieren wollte, begann Carabias, sich auf eigene Faust auf das Abitur vorzubereiten und schrieb sich schließlich an der juristischen Fakultät in der Universidad Complutense de Madrid ein, wo sie 1930 ihren Abschluss machte. In diesen Jahren erlebte sie die in Madrid anbrechende Moderne. Sie kam in der Residencia de Señoritas unter der Leitung von María de Maeztu unter. Schon in jungen Jahren setzte sie sich für die Gleichberechtigung der Frauen ein und zeigte ihre egalitären Überzeugungen.
Ihr Debüt als Journalistin gab Carabias 1931 in der Zeitschrift Estampa, wo sie ihren ersten Presseartikel zu einem Auftragsthema, nämlich über Frauen an der Universität, veröffentlichte. Sie befragte die Politikerin Victoria Kent, die damalige Generaldirektorin des Strafvollzugs. Sie unterzeichnete den Artikel mit „Pepita Carabias“. Aufgrund dieses Interviews bot Vicente Sánchez Ocaña, der Direktor der Zeitung und ihr Cousin, Carabias eine Stelle in der Redaktion an.
In diesen Jahren besuchte sie auch regelmäßig das Ateneo de Madrid, dessen Mitglied sie wurde und wo sie politische und literarische Persönlichkeiten wie  Manuel Azaña, Miguel de Unamuno, Margarita Xirgu, Pío Baroja, Francisco Largo Caballero und Ramón María del Valle-Inclán kennenlernte.
Ab 1932 arbeitete sie nicht nur für die Estampa, der sie bis 1934 verbunden blieb, sondern auch als parlamentarische Kolumnistin für die Zeitungen Ahora und La Voz, eine Abendzeitung. Einige Zeit später arbeitete sie für die Wochenzeitschriften La Crónica und Mundo Gráfico. Außerdem war sie als Sprecherin an der ersten Nachrichtensendung des spanischen Hörfunks beteiligt: La Palabra, die um acht Uhr morgens auf Unión Radio Madrid ausgestrahlt wurde. Sie wurde auf einstimmigen Vorschlag ihrer Redaktionskollegen zur Chefredakteurin ernannt und wurde in der Crónica vom 1. September 1936 kurz vorgestellt. In dieser Rolle war sie verantwortlich, die Hommage für Miguel de Unamuno an der Universität Salamanca zu übertragen.
1936, nach Ausbruch des Bürgerkriegs, floh Carabias mit ihrem Mann José Rico Godoy nach Frankreich. Zu Beginn ihres Exils in Paris schrieb sie sporadisch für argentinische und mexikanische Zeitschriften wie Diario Universal in Guadalajara. 
Nach dem Ende des Bürgerkriegs beschloss ihr Mann, nach Spanien zurückzukehren, um einige persönliche Angelegenheiten im Zusammenhang mit einer Erbschaft zu regeln. Carabias blieb in Frankreich zurück, weil sie kurz vor der Geburt ihrer ersten Tochter stand. So wurde 1939 Carmen Rico Godoy geboren, die später eine bekannte Journalistin werden sollte. In der Zwischenzeit wurde José Rico Godoy in Spanien verhaftet und vom franquistischen Tribunal Especial para la Represión de la Masonería y el Comunismo zu zwölf Jahren Gefängnis verurteilt, von denen er drei absaß. Wie andere Flüchtlinge war auch Carabias während der deutschen Besetzung Frankreichs im Zweiten Weltkrieg gezwungen, die französische Hauptstadt zu verlassen, und zog nach Civray in der Nähe von Poitiers. Dort überlebten sie und ihre Tochter, geschützt durch den Flüchtlingsstatus, der ihr von den Behörden zuerkannt wurde, und durch kleine Erträge, die sie mit Beiträgen für ausländische Zeitschriften erzielte. Als sie nach Spanien zurückkehren konnte, begann sie als Redakteurin bei der Zeitung Informaciones zu arbeiten, obwohl sie nur einen Vertrag als Sekretärin hatte. 1945 brachte sie ihre zweite Tochter zur Welt, Mercedes Rico, die später Diplomatin und die erste Frau auf einem Botschaftsposten in Spanien werden sollte. Nach ihrer Rückkehr nach Spanien schrieb sie zunächst unter dem Pseudonym „Carmen Moreno“.  Nachdem sie 1951 für den unsignierten Artikel El Congreso se divierte den Premio Luca de Tena erhalten hatte, schrieb sie wieder unter eigenem Namen, mehrheitlich Artikel im Bereich Sport.
1954 bot ihr der Herausgeber von Noticiero Universal die Stelle als Korrespondentin in Washington, D.C. an. Carabias nahm an und wurde von einem Zeitungskonsortium unter der Leitung von Informaciones als erste spanische Korrespondentin entsandt. „Im Journalismus ist nicht das erfolgreich, was am besten gemacht wird, sondern das, was zum richtigen Zeitpunkt kommt“, erklärte sie zum Erfolg ihrer Beiträge aus den Vereinigten Staaten, einem Land, das der spanischen Bevölkerung damals unbekannt war und über dessen Alltag sie mit großem Erfolg berichtete. Sie blieb dort bis 1959, als sie als Korrespondentin für die Zeitung YA nach Paris ging. In Frankreich, einem Land, das sie viel besser kannte, schrieb sie Artikel über das politische Leben.
Schließlich kehrte sie 1967 nach Spanien zurück, wo sie begann, eine tägliche Meinungskolumne in der Zeitung YA zu schreiben, die bis zu ihrem Tod auch von der regionalen Presse übernommen wurde.
Carabias starb 1980 an einem Herzinfarkt, zurselben Zeit, in der ihr Buch Los que le llamábamos Don Manuel über Manuel Azaña im Druck war. Sie hatte vor, ein Buch über die Zensur und ein weiteres über ihr Leben zu schreiben, aber sie starb, bevor dies realisieren konnte.

## Werke
Sachliteratur
- Carmen Moreno: Carlota de Méjico. Ediciones Atlas, Madrid 1944 (fiktive Biografie von Carlota von Mexiko).
- Carmen Moreno: Los alemanes en Francia vistos por una española. Ambos mundos, Madrid 1942 (Autobiografische Notizen aus dem französischen Exil, veröffentlicht im franquistischen Spanien).
- 1878. Revista de Occidente, Madrid 1948 (erstes Buch unter eigenem Namen nach Rückkehr nach Spanien).
- La mujer en el fútbol. Juventud, Barcelona 1950 (Sammlung der in der Zeitschrift Informaciones veröffentlichten wöchentlichen Reportagen zu Fußball).
- El Maestro Guerrero fue así. Prensa Castellana, Madrid 1952 (Biografie von Jacinto Guerrero, auf Grundlage von Interviews mit Personen, die ihn kannten).
- Miguel de Cervantes, el autor del más famoso de los libros. Juventud, Barcelona  1952 (Biografie von Miguel de Cervantes, für Kinder und Jugendliche).
- Santa Teresa de Jesús, la más risueña de las santas. Juventud, Barcelona  1954 (Biografie von Teresa von Ávila, für Kinder und Jugendliche).
- Azaña. Los que le llamábamos Don Manuel. Plaza & Janés, Barcelona 1980 (posthum veröffentlichtes Buch mit persönlichen Erinnerungen an Manuel Azaña und autobiografischen Notizen einschließlich eines Epilogs, in dem Josefina Carabias ein Gespräch mit Manuel Azaña während der Transición simuliert).
- Crónicas de la República. Del optimismo de 1931 a las vísperas de la tragedia de 1936. Autores Editores, 1997 (Sammlung von Artikeln aus der Zeit der Spanischen Republik).
- Como yo los he visto El País Aguilar, Madrid 1999 (Posthum veröffentlichte Sammlung von persönlichen Aufzeichnungen, in denen Carabias ihre Beziehungen zu einigen Schriftstellern und Künstlern ihrer Bekanntschaft beschreibt).

Erzählungen
- Por nacer tarde (1932)
- De oro y azul (1954)

Drama
- Sucedió como en el cine (1950)

## Weitere Literatur
- Inmaculada de la Fuente González: Josefina Carabias, una chica de provincias con aspiraciones intelectuales. In: Las republicanas „burguesas“. Sílex Ediciones, Madrid 2015, ISBN 978-84-15930-54-9, S. 76–84.
- María Pilar Diezhandino: Josefina Carabias. Corresponsal. Asociación de Prensa de Madrid, Madrid 2008 (apmadrid.es [PDF]).
- Juan Francisco Fuentes Aragonés und Javier Fernández Sebastián: Historia del periodismo español. Síntesis, Madrid 1999, ISBN 978-84-7738-497-7.